# 生徒会

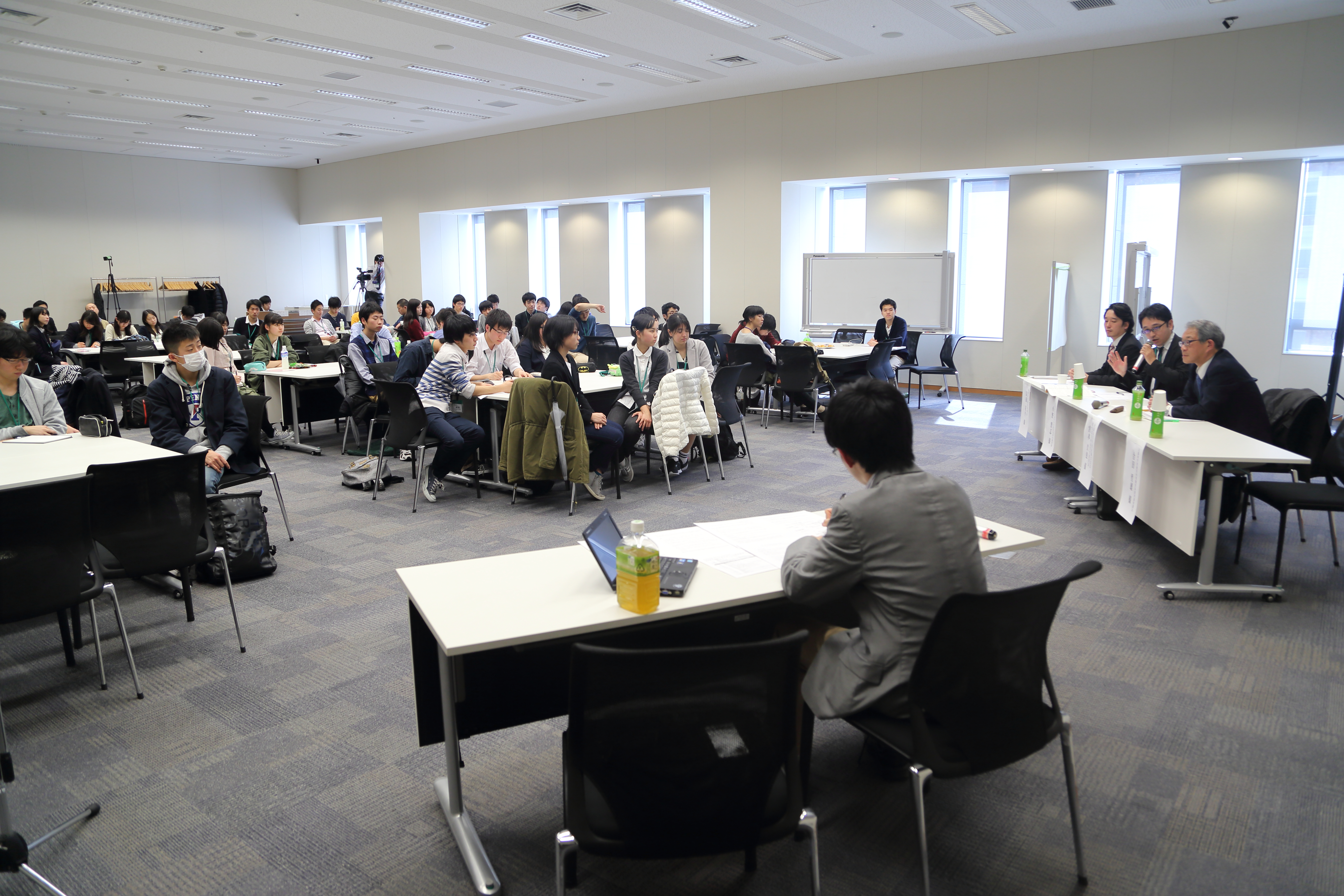
生徒会について議論した日本生徒会機構

生徒会（せいとかい）は、中等教育機関に設置される、生徒による自治的な組織のことである。生徒会は、学校生活を送る上で問題点や課題などを改善・解決することを目的に組織されている。日本においては、ホームルーム活動等とともに、特別活動のひとつとして定義されている。また、欧米諸国においては、生徒会が学校運営の一役として、保護者や教員と同列の立場に置かれ、一定の権利が与えられている。

## 日本における生徒会
日本における生徒会組織は、中等教育にあたる中学校、高等学校、中等教育学校に設置されている。特別支援学校の中学部・高等部にも、中学校や高等学校に準じておかれる。
教育体系上においては、学習指導要領に基づき、特別活動の一つに分類されている。生徒会活動を通して、望ましい人間関係を形成し、集団や社会の一員としてよりよい学校生活づくりに参画し、協力して諸問題を解決しようとする自主的、実践的な態度を育てることを目標としており、全生徒を会員として、生徒の立場から自発的・自主的に行われる活動としている。

### 歴史
第二次世界大戦前に設置されていた校友会組織を基礎として、学校における生徒の自主活動推進の目的で、小学校、中学校、高等学校などに各種の生徒自治会組織が設けられた。生徒自治会は、権利としての自治権が与えられ様々な活動を行った。
その後、1949年2月に出版された『新しい中学校の手引』で従来生徒自治会と呼ばれていた組織が「生徒会」という名称で呼ばれるようになった。名称の変更には、「生徒会」を校長から任せ与えられた責任と権利の中で活動を行う機関と位置付けた中において、「生徒自治会」が校長の権限下ではなく、自治会独自の権限が与えられているかのように思われることから、これを避けたいという意図があった。
これを元に多くの学校で名称の変更が行われた。例として京都府では、1949年4月に軍政部の指示によって各校の自治会組織が「生徒会」という名称に変更された。しかし京都府立鴨沂高等学校では1949年の発足時に生徒会という名称であったものが1950年に自治会に改称されているように、一部の学校では自治会・生徒自治会という名称が引き続き用いられている。
1989年、国際連合において「子どもの権利条約」が制定されたことにより、意見表明権に基づく生徒の参加論が日本弁護士連合会や法学者・教育学者・教育評論家などから発生し、さらにはそこから学校・保護者・生徒の三者協議会が形成されるとともに、生徒会が担う役割も大きくなったが、一部の学校は衰退してしまった。
1969年10月、当時の文部省が出した通達により、政治的活動を行わないよう求めた。それは、学校の指導によって実質的に政治的教養を学ぶ活動を禁止すべきという立場であった。このことにより、学校内外における政治的教養を学ぶ活動も含めて禁止され、それの一部として認識された生徒会の交流活動も教員の許可制などで、低迷化している状況が続いていた。そこには、学校が直接管理する活動でなかった場合においても、学校に責任が少しでも及ぶような活動は避けたいということが挙げられる。
2015年10月には、この通達が廃止され、学校外における政治的活動が解禁された。一部の学校においては、政治的活動を届出制とするなど対応に差があるが、「許可制」とする対応は実質的に不可能となった。これらの枠組みが準備され始めた状況においても、課題が山積している。詳細は課題の節を参照。

### 生徒会の構成組織
生徒会の組織については、学校によって大きく異なることから、本節では、学習指導要領 指導要領解説を参考とした。また、その分類については、（伊藤 1995）を参照した。
- 議決機関 
  - 生徒総会 - 生徒会の最高審議機関であり、基本的な事項の承認、予算・決算の決議、生徒会規約の改廃などを行う[13]。生徒総会を持たない生徒会[14]や、「生徒大会」と呼ぶ生徒会もある[15]。
  - 生徒評議会 - 生徒総会に次ぐ、審議機関として、生徒総会に提出する議案の決議、諸問題の解決、ホームルームや部・同好会・愛好会などに対する連絡調整、その他各種の計画や実施の協議にあたる[13]。中央委員会や代議員会、とも呼ばれる[14]。
- 執行機関
  - 生徒会役員会 -  生徒会の最高執行機関として[14]、年間活動計画の作成、議題提出、委員会の招集など生徒会全体の運営を執行する[13]。また、学校生徒を代表する組織として、取り組みの推進を行ったり、校外への発信を行うこともある[13]。生徒会本部役員会や執行委員会、執行部会議など呼ばれることがある[14]。役員は全校生徒による投票で選出されることが多く、全校生徒の代表である生徒会長や、それを補佐する書記などの役職がある[要出典]。
  - 各種の委員会 - 実務活動を中心に、各ホームルームから選出された委員によって構成され[16]、常任委員会や専門委員会などと呼ばれることがある[14]。学校の伝統や時代の課題・実情など多種多様な委員会が存在する[13][14]。また、文化祭や体育祭など学校行事に関する実行委員会についてもここに設置される傾向が高まっている[14]。
- 管理・監査機関
  - 選挙管理委員会−生徒会役員を選出する際に行われる選挙の運営にあたる。
  - 監査委員会
- 自治機関
  - 部活動会等
- 支援機関
  - 顧問等

### 連合組織
都道府県や地域などを単位にして、各校の生徒会や生徒会役員が相互に協力・交流することなどを目的に連合組織が設立されていたり、各学校の生徒会役員が集まって生徒会に関する討議等を行う企画が実施されることがある。これらをさらに拡張して全国大会が実施されるなど、活動は活発に行われている。それらの連合組織は、生徒が主体となって行われる場合と教員等が主体となって行われる場合の双方がある。また団体や活動を活発化させるために生徒会活動支援協会が設立されるなど、活動は少なからず活発化されている。

### 課題
生徒会の会員となる生徒は活動に対して義務感で参加している割合が高いことや、学校行事の伝統や慣行、顧問教師の指導などに依存する傾向が強いため、生徒主体の立場に立って会員の意思を統合して目標を立て、その目標に向けて会員を組織し活動していくといった自治的集団活動の基本的視点が欠落している場合が多い。生徒会活動が学校雑務や教員の下請け機関となったり、文化祭の活動が形式的なあるいは娯楽的なものにとどまっている学校が現状でも多いという問題点がある。また、活動を行う上で、生徒会の執行機関を担っている役員が毎年交替するため、その方針や力量が蓄積されないことも問題点としてあげられる。つまり、前年度を踏襲する活動で収まってしまうことや、学校外にまで活動や情報収集の視野角を広げて生徒に還元することが欠落していることが課題としてあげられる。
それに対して、指導する立場となる教員や学校側の問題にも課題がある。それぞれの実情に合わせた指導体制や方法を実施することが重要であるがそれが確立できていないことや、生徒会が持つ本来の意義や役割を十分理解させることが出来ていないという問題点がある。活動について、情報や資料を十分に提供し、自発的な活動を側面から指導・支援することが重要であるが、教員の綿密かつ適切な指導が不足している学校が多い。
また、校外活動においては、学校生徒会としての予算が執行できないことから経済的な問題や、生徒会の連合化に向けた取組がほとんど存在しないことなども課題としてあげられている。

## 日本以外における生徒会
欧米諸国においては、生徒会が生徒の代表として、学校の最高意思決定機関に参加する。ここには、校長・教員・保護者・地域関係者も含めて運営されている。この場所での議論は、すべての立場の者が平等に権利を有している。
学校生徒会の上部レベルとして、州・国レベル、さらにはそれより大きい規模で生徒会組織が存在する。アメリカ合衆国では全国生徒会協会(NASC)、ヨーロッパではヨーロッパ生徒組合協会(OBESSU)という連合組織が存在する。生徒会やその集合体を支援する団体も存在し、ドイツにおいては、生徒会支援協会（ドイツ語：SV-Bildungswerk）が、各種財団や政府機関などから支援を受け、各校の生徒会役員に対するコンサルティング研修プログラムなどを実施している。また、OBESSUは、欧州学生組合（ESU）から様々な支援を受けている。これらの団体は、教員からの指導ではなく、学生による支援が中心となっている。

## フィクションにおける生徒会
学校を舞台にしたアニメ・漫画・ライトノベル・ゲームなどで、生徒会が話の舞台となったり、生徒会役員が出てきたりすることがある。これらが話の展開上重要な役割を担っていることもある。このような作品では現実の生徒会にはない特徴（強大な権限等）を持っていることがある。